# HD 102195 b
HD 102195 b(ET-1)는 처녀자리 방향에 있는 항성 HD 102195 주위를 돌고 있는 외계 행성이다. 이 행성은 ‘외계 행성 추적자’(Exoplanet Tracker project) 계획을 통해 발견된 최초의 행성이다. 이 행성은 뜨거운 목성의 한 예이며 질량에 기준할 때 가스 행성일 것으로 보인다.

## 참고 문헌
- (영어) Ge 연구진 (2006). “The First Extrasolar Planet Discovered with a New-Generation High-Throughput Doppler Instrument”. 《The Astrophysical Journal》 648 (1): 683–695. doi:10.1086/505699.